# 35號馬利蘭州州道
35號馬里蘭州州道（英語：Maryland Route 35，通稱MD 35）是位於美國馬里蘭州的州級公路，亦被稱為埃勒斯利路（英語：Ellerslie Road）。此公路長2.37英里（3.81），由位於科里根維爾的MD 36向北到位於艾勒西里的賓夕法尼亞州州道，後此公路將會成為96號賓夕法尼亞州州道（PA 96）並繼續向北伸延。此公路在19世紀10年代末建造，1927年成為首批獲冠以州道為頭銜的公路之一。此公路經過威爾斯溪谷，該處為19世紀中重要的鐵道起點。

## 外部連結
- MDRoads: MD 35（页面存档备份，存于）